# Peter C. von Siemens
Peter Carl von Siemens (10 de agosto de 1937 - 11 de diciembre de 2021) fue un industrial y empresario alemán, miembro de la familia Siemens. A lo largo de su carrera ocupó diversos puestos de gestión en el grupo Siemens AG.

## Semblanza
Peter Carl nació en Río de Janeiro en 1937, cuando su padre estaba destinado en Brasil para gestionar la comercialización de los productos de la empresa familiar en América del Sur. Era el primero de los dos hijos del industrial Peter von Siemens (1911-1986) y de la pianista Julia Lienau (1916-2008). En 1962 se incorporó a la compañía Siemens AG en Múnich y ocupó varios cargos en Alemania y en el extranjero. Desde 1980 fue Vicepresidente Ejecutivo y posteriormente miembro de la dirección de la empresa. Desde 1993 representó a la familia Siemens como miembro del consejo de supervisión. A finales de enero de 2008, fue reemplazado en esta función por el ex director de la sucursal de Siemens en Berlín, Gerd von Brandenstein.
En 1987 pasó a formar parte del consejo de notables de la Universidad Técnica de Múnich. Fue miembro y presidente de las juntas de numerosas instituciones, como la Fundación Carl Friedrich von Siemens, la Fundación Musical Ernst von Siemens, la Fundación de Arte Ernst von Siemens, la Fundación Werner Siemens y la Fundación Siemens.
Peter von Siemens había estado casado con Bettina von Siemens, de soltera Schicht, desde 1966; el matrimonio tuvo cuatro hijos. Falleció en Múnich en 2021, a los 84 años de edad.

## Enlaces web
- Peter von Siemens en  Who’s Who